# Vladislav Ryzhkov
Vladislav Alekseyevich Ryzhkov - em russo, Владислав Алексеевич Рыжков (Voronej, 28 de fevereiro de 1990) é um futebolista russo. Atuava no Spartak Moscou, atualmente defende o FC Arsenal Tula.